# 早川英樹
早川 英樹（はやかわ ひでき、1970年6月17日 - ）は、日本の実業家。コナミデジタルエンタテインメント代表取締役社長、コンピュータエンターテインメント協会会長。

## 人物・経歴
神奈川県出身。1989年神奈川県立菅高等学校卒業。1996年コナミ入社。2011年コナミデジタルエンタテインメント執行役員。2014年コナミデジタルエンタテインメント代表取締役副社長。2015年からコナミデジタルエンタテインメント代表取締役社長を務め、既存IPや新技術の活用を進め、好業績を実現した。2017年コナミホールディングス執行役員。2018年コンピュータエンターテインメント協会会長。2020年コナミホールディングス取締役。日本eスポーツ連合理事兼職。